# Gelsenkirchener Behandlungsverfahren
Das Gelsenkirchener Behandlungsverfahren ist ein umstrittenes, wissenschaftlich nicht anerkanntes Behandlungsverfahren für Neurodermitis und Asthma bronchiale, das nur an der Kinder- und Jugendklinik Gelsenkirchen angeboten und 2020 eingestellt wurde.
Es handelt sich um eine psycho- und verhaltenstherapeutische Komplexbehandlung unter der Annahme, dass diese Erkrankungen auf einer fehlerhaften Antwort auf psychischen Stress beruhen.
Die Behandlung ist interdisziplinär im Rahmen eines in der Regel 3-wöchigen stationären Aufenthaltes und bezieht neben dem erkrankten Kind eine elterliche Begleitperson ein. Die Therapie umfasst medizinische, psychologische, pflegerische, und ernährungsmedizinische Maßnahmen und je nach Bedarf Allergietests (Pricktest, IgE, ggf. Immununtersuchungen), Lungenfunktionsuntersuchungen, allergen- und säurearme Ernährung, gegebenenfalls orale Provokation mit Nahrungsmitteln sowie die Ausschaltung umweltbelastender Stoffe. Besonderes Gewicht wird auf das Erlernen von Stress-Bewältigungsfähigkeiten gelegt. Die Methode wurde von dem Pädiater Ernst August Stemmann in den Jahren 1970–1980 entwickelt und 2002 gemeinsam mit Sibylle Stemmann publiziert.

## Kritik
Stemmann hatte die unwirksame Neue Medizin des Pseudowissenschaftlers Ryke Geerd Hamer als Krankheitslehre positiv bewertet. Die Theorie Stemmanns erinnert an die „biologischen Konfliktschocks“, die Hamer als alleinige Ursache jedweder Erkrankung gefunden haben wollte. Stemmann distanzierte seine Methode nur teilweise von jener der „Neuen Medizin“: diese verwende im Gegensatz zum Gelsenkirchener Verfahren Computertomographien zur „Diagnose“. Eine besonders scharfe Kritik dazu stammt von einem langjährigen Mitarbeiter der Klinik, dem Psychologen Wolfgang Klosterhalfen.
Über das Gelsenkirchener Behandlungsverfahren ist 2011 in der Fachzeitschrift Praktische Pädiatrie (4/2011, 196–202) berichtet worden. Die untersuchten 15 Kleinkinder zeigten Besserungen des Hautzustands, es gab aber keine Vergleichsgruppe. Ebenso wie das verwandte Schwelmer Modell wird es daher vom Medizinischen Dienst der Krankenkassen und den wissenschaftlichen Fachvertretern kritisch beurteilt.
Im Jahr 2018 erschien der Dokumentarfilm Elternschule über die Arbeit der Abteilung Pädiatrische Psychosomatik in der Gelsenkirchener Klinik, der eine Debatte über erzieherische Gewalt und die Fragwürdigkeit der Methode auslöste. Kritisiert wurde die zwangsweise Trennung der Eltern von ihren Kindern und die Behauptung, dass eine Krankheit wie Neurodermitis auf ein psychisches Trauma zurückzuführen sei. Durch diese Hypothese psychischer Krankheitsursachen seien Eltern Schuldgefühle suggeriert worden. Außerdem seien Kinder vernachlässigt worden und hätten sich blutig gekratzt und verzweifelt geweint. Die Klinik ließ mitteilen, die Therapie entspreche dem aktuellen Stand von Wissenschaft und verklagte erfolglos eine betroffene Großmutter wegen angeblicher Falschbehauptungen. 
Im September 2020 wurde bekannt, dass die Abteilung Pädiatrische Psychosomatik laut Klinikleitung „aus ökonomischen Gründen“ geschlossen werde.